# Danny Stam
Danny Stam (født 25. juni 1972 i Koog aan de Zaan) er en hollandsk forhenværende cykelrytter. Hans foretrukne disciplin var banecykling, hvor han har vundet medaljer ved EM og VM.
Stam har vundet 11 seksdagesløb, med blandt andet én sejr ved Københavns seksdagesløb i 2006 sammen med makker Robert Slippens.
Siden 2013 har han været ledende sportsdirektør for cykelholdet Team SD Worx-Protime.